# Quạ Bismarck
Quạ Bismarck (danh pháp khoa học: Corvus insularis) là một loài chim trong họ Corvidae, tìm thấy trên quần đảo Bismarck.
Nó từng được coi là một phân loài của quạ Torres (Corvus orru), nhưng hiện nay được coi là loài riêng biệt.